# Unité urbaine de Fourmies
L'unité urbaine de  est une unité urbaine française centrée sur la commune de Fourmies, dans le département du Nord en région Hauts-de-France.

## Données générales
Dans le zonage réalisé par l'Insee en 1999, l'unité urbaine était composée de deux communes.
Dans le zonage réalisé en 2010, l'unité urbaine était toujours composée de deux communes, ainsi que dans celui réalisé en 2020.
En 2022, avec 14 341 habitants, elle représente la 12e unité urbaine du département du Nord.
En 2020, sa densité de population s'élève à 387 hab/km2. Par sa superficie, elle représente 0,64 % du territoire départemental et, par sa population, elle regroupe 0,55 % de la population du département du Nord.

## Composition 2020 de l'unité urbaine
Elle est composée des deux communes suivantes :
| Nom                     | Code Insee | Département | Statut       | Superficie (km2) | Population (dernière pop. légale) | Densité (hab./km2) | Modifier                                    |
| ----------------------- | ---------- | ----------- | ------------ | ---------------- | --------------------------------- | ------------------ | ------------------------------------------- |
| Fourmies (ville-centre) | 59249      | Nord        | ville-centre | 22,98            | 11 528 (2022)                     | 502                | modifier les données · modifier les données |
| Wignehies               | 59659      | Nord        | banlieue     | 13,86            | 2 813 (2022)                      | 203                | modifier les données · modifier les données |

## Évolution démographique
| 1968   | 1975   | 1982   | 1990   | 1999   | 2008   | 2013   | 2020   |
| ------ | ------ | ------ | ------ | ------ | ------ | ------ | ------ |
| 18 920 | 19 303 | 18 824 | 18 049 | 17 151 | 16 145 | 15 579 | 14 233 |

#### Données générales
- Unité urbaine
- Aire d'attraction d'une ville
- Aire urbaine (France)
- Liste des unités urbaines de France

#### Données démographiques en rapport avec l'unité urbaine de Fourmies
- Aire d'attraction de Fourmies
- Arrondissement d'Avesnes-sur-Helpe

#### Données démographiques en rapport avec le Nord
- Démographie du Nord